# Postdiligens i Sverige
Postdiligens var en diligens för  befordran av post.
I Sverige där postens befordran sedan 1636 var en skyldighet för vissa bönder, uppstod frågan om att även befordra passagerare på allvar först i början av 1800-talet och då i kombination med frågan om att få postföringen avförd från jordbruket. Detta främst på grund av att subventionerade persontransporter redan ombesörjdes genom skjutsväsendet.
1831 var starten för en diligensrörelse i postverkets regi. Denna gick under namnet Paketposten och trafikerade linjen Stockholm–Ystad sedermera utsträckt till Malmö och Helsingborg. På grund av olönsamhet drogs emellertid linjen in redan 1835. Istället föredrog postverket att anlita den enskild diligenstrafik som delvis var understödd av statsmedel och som uppehölls från 1830- talet. 
Först 1850 återupptogs, till en början försöksvis, postverket en egen diligenstrafik som efter hand utvidgades och under 1860-talet nådde sin storhetstid. Därefter inleddes en successiv minskning, efter hand som järnvägsnätet utsträcktes. Ännu år 1867 tillryggalades cirka 60 procent av all post per landsväg med postdiligens. Fler personer än två per häst fick inte medföras, dock kunde om de resande så medgav ett barn av högst sex års ålder få följa med mot halv avgift.
Med diligenserna befordrades förutom passagerare och brev även paket. Hastigheten beräknades i allmänhet till en mil på en timme och 15–20 minuter. Medan på kontinentens stora postvägar diligenser, förspända med fyra eller fem, ända till sex hästar, var en vanlig företeelse, hade svenska diligenser endast undantagsvis fler än två à tre hästar: Den sista svenska postdiligensen gick på linjen Göteborg–Kungsbacka–Varberg vilken drogs in samtidigt med att post började befordras den 1 september 1888 på järnvägssträckan Göteborg–Varberg. 
Diligenstrafiken hade då reducerats till en obetydlighet. Postverkets inkomst av sålda diligensbiljetter 1888 utgjorde sammanlagt 441 kronor 60 öre. I avseende på diligensernas konstruktion skilde man mellan kupéer, med plats inuti vagnen för fyra, och kalescher med plats för två personer. År 1893 fanns i postverkets vagnpark tjugo kupéer och 45 kalescher. Med undantag av en kupé och en kalesch, vilka skulle införlivas med ett blivande postmuseum, såldes de övriga 44 kalescherna till Arméförvaltningen.

## Svenska postdiligenser

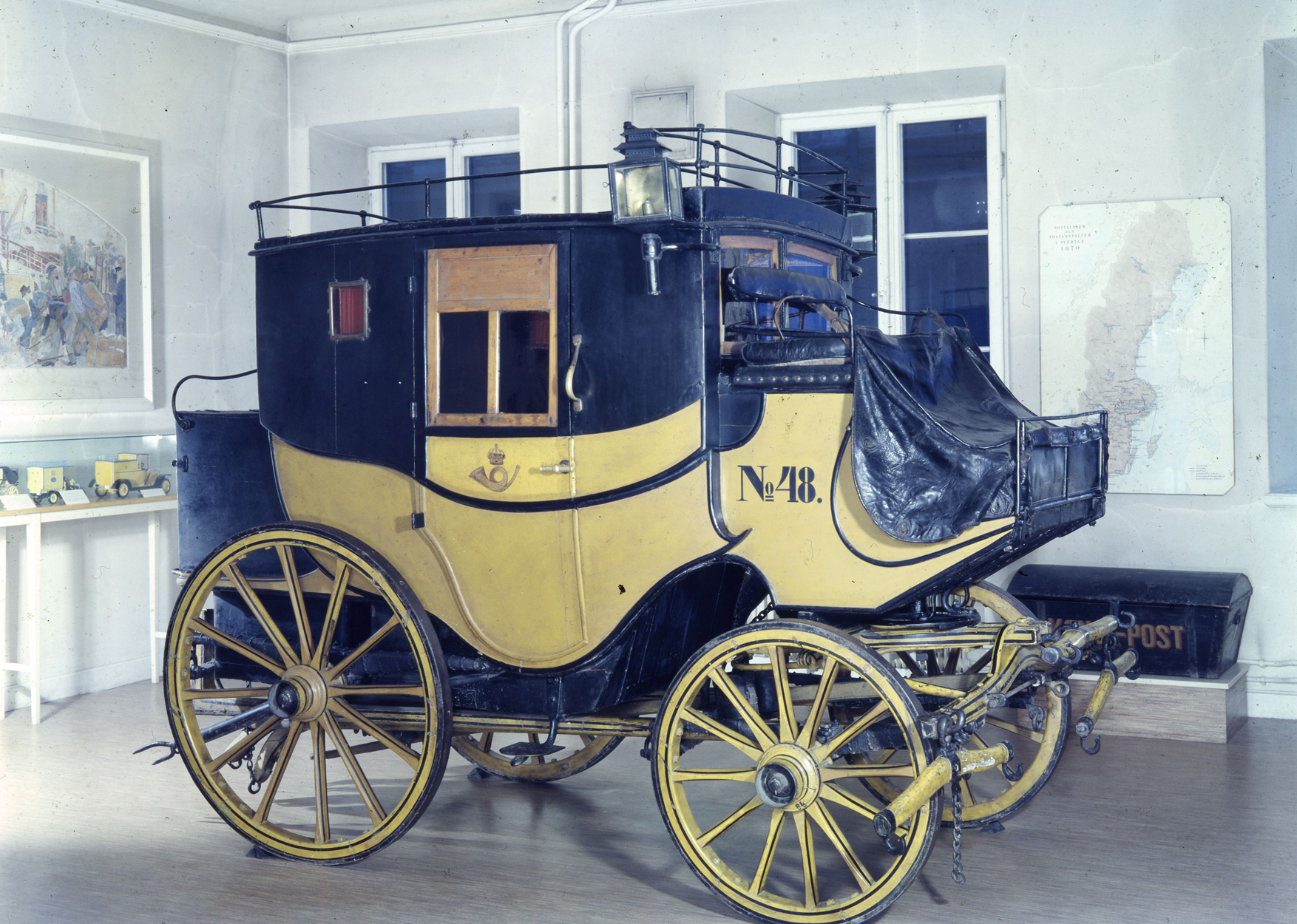
Svensk postdiligens från 1860-talet
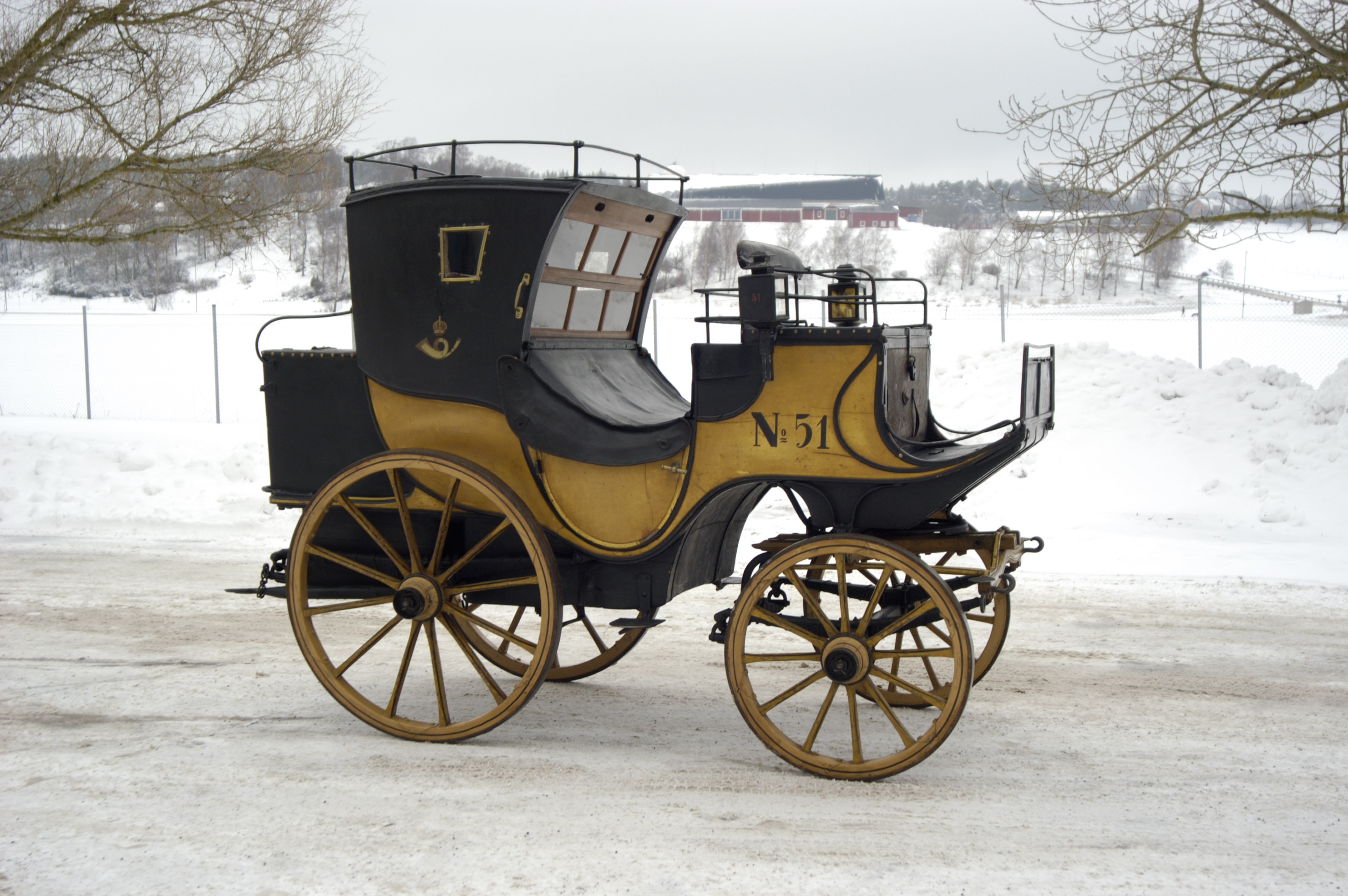
Svensk postdiligens från 1864
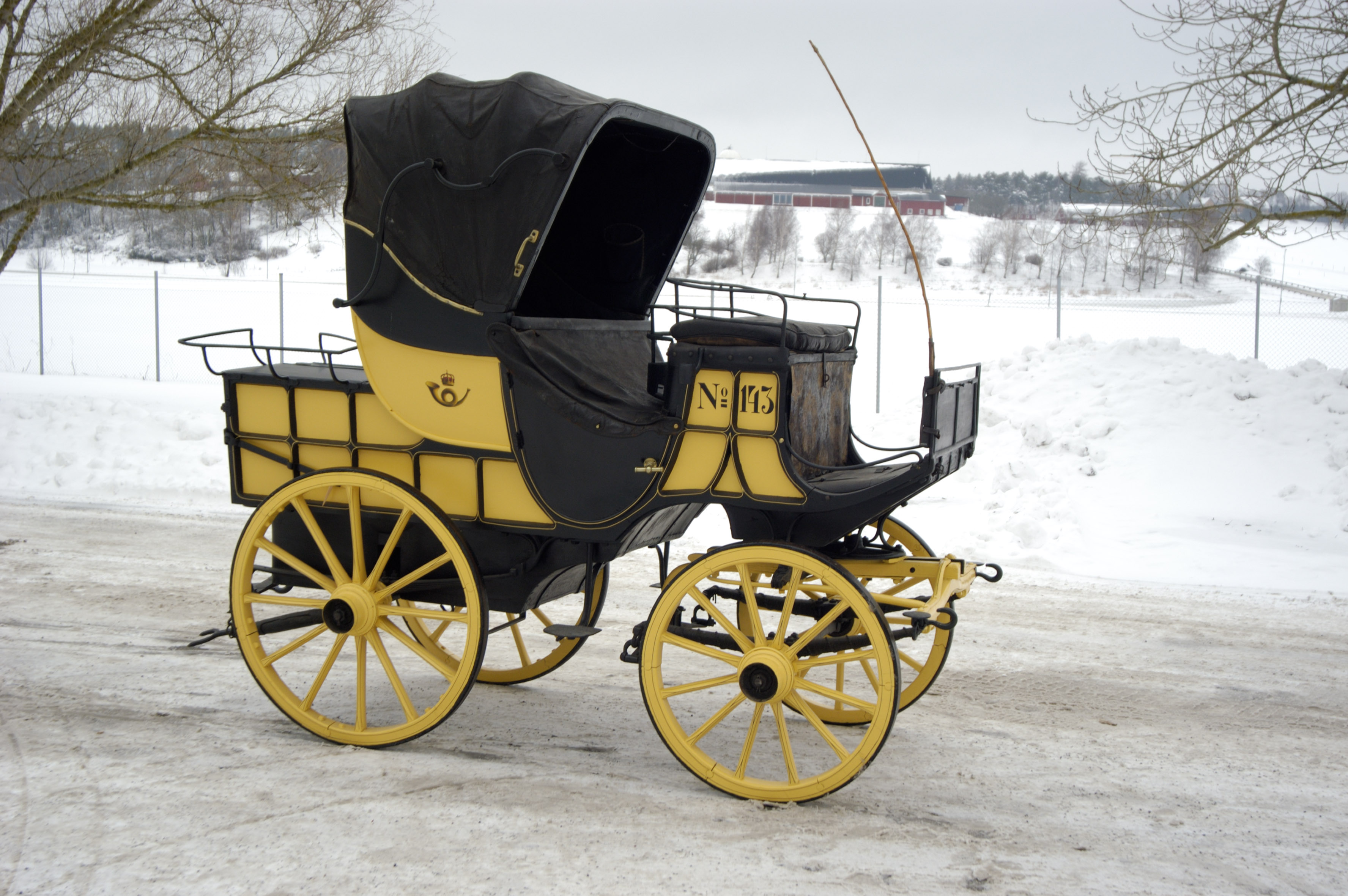
Svensk postdiligens av kaleschtyp från 1880-talet